# Prowincja Środkowo-Południowa
Prowincja Środkowo-Południowa – jedna z ośmiu prowincji Gwinei Równikowej. Stolicą prowincji jest Evinayong. W 2015 roku prowincja liczyła 141 903 mieszkańców. Zajmuje powierzchnię 9931 km² (jest największą prowincją Gwinei Równikowej). 

## Demografia
W spisie ludności z 19 lipca 2015 roku populacja prowincji liczyła 299 836 mieszkańców. 
|  |

Źródło: Statoids

## Podział na dystrykty
Prowincja Środkowo-Południowa podzielona jest na pięć dystryktów: Acurenam, Bicurga, Evinayong, Nkimi i Niefang. 
| Dystrykt  | Populacja (w 2001 roku) |
| --------- | ----------------------- |
| Acurenam  | 20 255                  |
| Bicurga   | 15 346                  |
| Evinayong | 36 521                  |
| Niefang   | 37 273                  |
| Nkimi     | 16 461                  |

Źródło: Statoids